# Hem-Monacu
 Hem-Monacu  es una población y comuna francesa, en la región de Picardía, departamento de Somme, en el distrito de Péronne y cantón de Combles.

## Demografía
| 84 | 85 | 81 | 81 | 96 | 98 |
| Para los censos de 1962 a 1999 la población legal corresponde a la población sin duplicidades (Fuente: INSEE [Consultar]) |    |    |    |    |    |